# 東莞民盈国貿中心

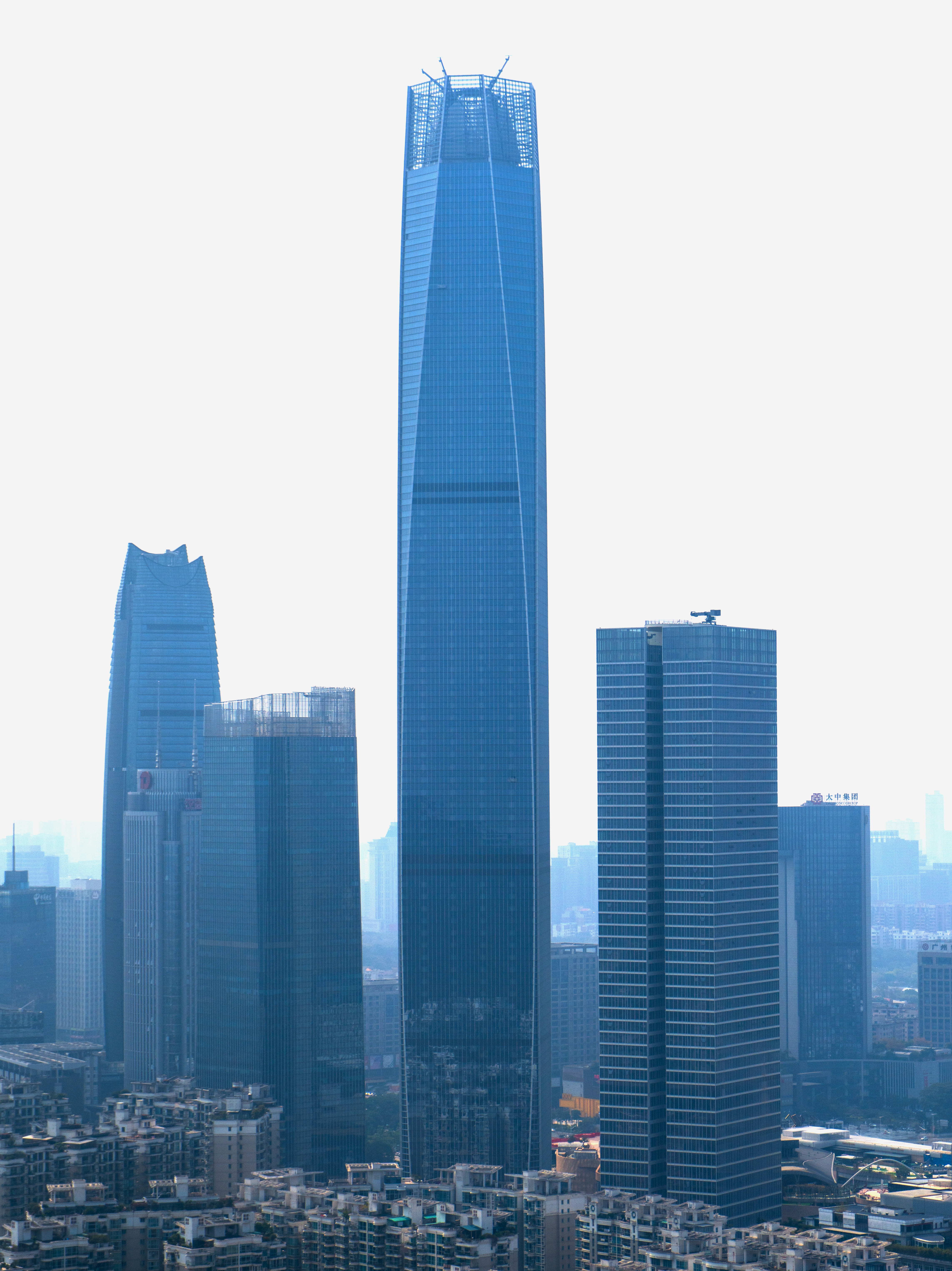
全景

東莞民盈国貿中心（东莞民盈国贸中心、とうかんみんえいこくぼうちゅうしん）は、中華人民共和国広東省東莞市にある超高層ビル。民盈国貿中心、東莞国際貿易中心とも表記されることもある。

## 概要
東莞で不動産開発を手掛ける東莞市民盈集团股份有限公司によるプロジェクトである。
2014年に着工、2021年に竣工した。建築時点では中国で14番目に高い建築物であった。
96階建て、高さは422.6mあり、東莞市内初のスーパートールで、東莞台商大厦を抜き東莞市内で最も高い建築物となった。
開発区域内には商業施設やインターコンチネンタルホテル東莞が整備されている。